# پنجه کلاغی
پنجه کلاغی (نام علمی: Digitaria) نام یک سرده از تیره گندمیان است.